# Université de l'Ouest du Kentucky
L’université de l'Ouest du Kentucky (en anglais : Western Kentucky University) est une université publique américaine située à Bowling Green, dans le Kentucky. Elle a été fondée en 1906.

## Sports
L'université possède une section sportive, se nommant les Hilltoppers de Western Kentucky.